# José Rodilla
José Fernando Martínez Rodilla (Vigo, 3 de marzo de 1950) es un exfutbolista español que jugaba en la demarcación de delantero.

## Selección nacional
Jugó un partido con la selección de fútbol de España. Se celebró el 28 de octubre de 1970 en Zaragoza en calidad de amistoso contra Grecia. El partido finalizó con un resultado de 2-1 a favor de España con goles de Luis Aragonés y Quini por parte de España, y de Mimis Papaioannou por parte de Grecia.

## Clubes
| Club            | País   | Año       | Partidos | Goles |
| --------------- | ------ | --------- | -------- | ----- |
| Gran Peña FC    | España | 1968-1969 |          |       |
| UP Langreo      | España | 1969-1970 |          |       |
| Celta de Vigo   | España | 1970-1976 | 96       | 5     |
| Real Valladolid | España | 1976-1977 | 12       | 0     |
| CE Sabadell     | España | 1977      | 0        | 0     |
| CF Reus         | España | 1977-1978 |          |       |
| Yeclano CF      | España | 1978-1979 |          |       |
| Club Fortuna    | España | 1979-1980 |          |       |